# Gotowi na 55
Gotowi na 55 (ang. Fit for 55) – pakiet regulacji klimatycznych UE w ramach Europejskiego Zielonego Ładu zmierzających do ograniczenia emisji gazów cieplarnianych w Europie o co najmniej 55% do 2030 względem poziomu z 1990 r. i osiągnięcia neutralności klimatycznej do 2050 roku. Pakiet obejmuje zestaw propozycji 13 powiązanych z sobą aktów legislacyjnych. Pakiet Gotowi na 55 został zaproponowany przez Komisję Europejską 14 lipca 2021 i ma trafić pod obrady legislacyjne Parlamentu Europejskiego i Rady Unii Europejskiej.
Fit for 55 przewiduje między innymi aktualizację dotychczasowego prawa:
- reformę europejskiego systemu handlu emisjami CO2 (ETS) poprzez zmniejszenie liczby uprawnień dostępnych na rynku[3], w tym przez stopniowe wycofywanie bezpłatnych uprawnień dla branży lotniczej, dostosowanie do globalnego mechanizmu kompensacji i redukcji CO2 dla lotnictwa międzynarodowego (CORSIA), a także włączenie do EU ETS emisji powstającej w żegludze[4],
- reformę Rozporządzenia Parlamentu Europejskiego i Rady (UE) 2018/841 z dnia 30 maja 2018 r. w sprawie włączenia emisji i pochłaniania gazów cieplarnianych w wyniku działalności związanej z użytkowaniem gruntów, zmianą użytkowania gruntów i leśnictwem do ram polityki klimatyczno-energetycznej do roku 2030 (sektor zwany LULUCF: z ang. Land Use, Land Use Change and Forestry)[6], tak, by do tego roku ilość CO2 usuwanego przez naturalne pochłaniacze osiągnęła poziom 310 mln ton[4],
- nowelizację Dyrektywy Parlamentu Europejskiego i Rady 2009/28/WE z dnia 23 kwietnia 2009 r. w sprawie promowania stosowania energii ze źródeł odnawialnych[7] (wzrost udziału odnawialnych źródeł energii w europejskiej energetyce do 40% w roku 2030[3][4]),
- zmianę Dyrektywy Parlamentu Europejskiego i Rady 2012/27/UE z dnia 25 października 2012 r. w sprawie efektywności energetycznej[7]
- rewizję Dyrektywy Parlamentu Europejskiego i Rady 2014/94/UE z dnia 22 października 2014 r. w sprawie rozwoju infrastruktury paliw alternatywnych (AFID)[6],
- rewizję Rozporządzenia Parlamentu Europejskiego i Rady (UE) 2018/842 w sprawie wspólnego wysiłku redukcyjnego (Effort Sharing Regulation)[6],
- nowelizację Rozporządzenia Parlamentu Europejskiego i Rady (UE) 2019/631 z dnia 17 kwietnia 2019 r. określające normy emisji CO2 dla nowych samochodów osobowych i dla nowych lekkich pojazdów użytkowych[6],
- rewizję Dyrektywy Rady UE 2003/96/WE z dnia 27 października 2003 r. w sprawie restrukturyzacji wspólnotowych przepisów ramowych dotyczących opodatkowania produktów energetycznych i energii elektrycznej[6] (włączenie do systemu opłat za emisję w ramach transportu oraz eksploatacji budynków).

Do nowych propozycji legislacyjnych należą:
- wprowadzenie nowej strategii leśnej UE na rzecz lasów i sektora leśno-drzewnego[8][6]
- nowy mechanizm dostosowywania cen na granicach z uwzględnieniem emisji CO2 (Carbon Border Adjustment Mechanism) – ma zapobiegać przenoszeniu produkcji emitującej CO2 z państw członkowskich UE do krajów, w których redukcja gazów cieplarnianych podlega głównym założeniom politycznym[8],
- powołanie Funduszu Społecznego na rzecz Działań w dziedzinie Klimatu (ang. Social Climate Fund)[6]
- wprowadzenie regulacji w zakresie stosowania zrównoważonych paliw lotniczych (SAF) – (ReFuelEU w lotnictwie)[6],
- wprowadzenie regulacji FuelEU Maritim (dotycząca ekologizacji europejskiej przestrzeni morskiej)[6]

Pakiet przewiduje wprowadzenie odpowiednich mechanizmów:
- Wspólny wysiłek redukcyjny (Effort Sharing Regulation) – ma wzmocnić pozycji państw członkowskich pod względem emisji CO2 w transporcie i rolnictwie. Wspomniane gałęzie przemysłu oraz sektor gospodarka odpadami są odpowiedzialne za 60% łącznej emisji w Unii. Zgodnie z tym mechanizmem każde państwo ma otrzymać indywidualny roczny cel redukcji emisji, w zależności od możliwości, zgodnie z zasadami sprawiedliwości, racjonalności kosztowej oraz integralności środowiskowej,
- Redukcja produkcji metanu w przemyśle energetycznym – dotyczy sektora produkcji energii, rolnictwa, a także gospodarki odpadami i ściekami,
- Zakaz sprzedaży pojazdów z silnikami spalinowymi od 2035 roku – do 2030 emisyjność produkowanych silników spalinowych ma zostać obniżona o 55% w stosunku do 2021.